# John Manley Barnett
Pour les articles homonymes, voir Barnett.
 (juin 2025).
John Manley Barnett, né le 3 septembre 1917 à New York, est un chef d'orchestre américain.

## Biographie
John Manley Barnett étudie le piano, le violon et la trompette. Il travaille la direction d'orchestre avec Léon Barzin à New York, mais aussi avec Bruno Walter, Felix Weingartner, Georges Enesco ou encore Nikolaï Malko. De 1946 à 1956, il est chef associé à l'Orchestre philharmonique de Los Angeles. Il en devient le directeur de 1956 à 1958.
En 1947, il fonde l'Orchestre symphonique de Phoenix qu'il dirige jusqu'en 1949. Il est aussi directeur musical du Hollywood Bowl de 1953 à 1957, ainsi que de la Guild Opera Co. de Los Angeles de 1954 à 1979.
De 1958 à 1972, il est le directeur musical de la National Orchestra Association de New York. De 1961 à 1971, il est directeur musical de l'Orchestre philharmonique symphonique de Westchester. De 1972 à 1978, il est conseiller artistique du National Endowment for the Arts. Enfin, en 1979, il devient directeur musical de l'Orchestre symphonique de Porto Rico à San Juan.